# Copa del Generalísimo 1944
Die Copa del Generalísimo 1944 war die 40. Austragung des spanischen Fußballpokalwettbewerbes, der heute unter dem Namen Copa del Rey stattfindet.
Der Wettbewerb startete am 20. Februar und endete mit dem Finale am 25. Juni 1944 im Estadi Montjuïc in Barcelona. Titelverteidiger des Pokalwettbewerbes war Atlético Bilbao. Den Titel gewann erneut Atlético Bilbao durch einen 2:0-Erfolg im Finale gegen den FC Valencia.

## Erste Runde
Die Spiele wurden am 20. Februar 1944 ausgetragen.
|                           | Ergebnis |                             |
| ------------------------- | -------- | --------------------------- |
| UD Orensana               | 3:0      | Lemos CF                    |
| Berbés CF                 | 4:1      | Turista CF                  |
| FC Pontevedra             | 2:1      | Santiago CF                 |
| SG Lucense                | 4:1      | Betanzos CF                 |
| SD Ponferradina           | 3:0      | CD Leonés                   |
| Langreano CF              | 2:1      | Círculo Popular             |
| Real Juvencia CF          | 3:1      | RD Oriamendi                |
| CD Tanagra                | 6:1      | Real Avilés CF              |
| Gimnástica de Torrelavega | 2:2      | SD Barreda Balompié         |
| Gimnástica Burgalesa      | 1:2      | CD Palencia                 |
| CD Alavés                 | 4:0      | Tolosa CF                   |
| CD Vasconia               | 3:1      | Real Unión                  |
| CD Izarra                 | 2:7      | Maestranza Aérea de Logroño |
| CD Tudelano               | 13:3 1   | CD Oberena                  |
| SD Huesca                 | 2:1      | SD Escoriaza                |
| CD Teruel                 | 2:0      | CD Español                  |
| Trujillo CF               | 1:3      | SD Emeritense               |
| CD Atlético Baleares      | 3:1      | España CF                   |
| UD Salamanca              | 1:1      | AD Ferroviaria              |

### Entscheidungsspiele
Die Spiele wurden am 22. Februar und 24. Februar in Torrelavega, Santander und Madrid ausgetragen.
|                           | Ergebnis |                     |
| ------------------------- | -------- | ------------------- |
| Gimnástica de Torrelavega | 0:0, 0:1 | SD Barreda Balompié |
| UD Salamanca              | 2:6      | AD Ferroviaria      |

## Zweite Runde
Die Spiele wurden am 27. Februar 1944 ausgetragen.
|                          | Ergebnis |                             |
| ------------------------ | -------- | --------------------------- |
| UD Orensana              | 1:1      | SG Lucense                  |
| Berbés CF                | 3:0      | FC Pontevedra               |
| CD Palencia              | 3:1      | SD Ponferradina             |
| Langreano CF             | 3:1      | Real Juvencia CF            |
| SD Barreda Balompié      | 1:2      | CD Tanagra                  |
| CD Vasconia              | 0:3      | CD Alavés                   |
| CD Oberena               | 4:3      | Maestranza Aérea de Logroño |
| Sestao SC                | 6:1      | SD Erandio Club             |
| CA Saragossa             | 2:2      | SD Huesca                   |
| SD Arenas Saragossa      | 1:1      | CD Teruel                   |
| RSF Cultural de Durango  | 0:3      | SD Indautxu                 |
| FC Girona                | 3:3      | UD Figueras                 |
| CF Reus Deportivo        | 1:1      | Gimnástico de Tarragona     |
| UD San Martín            | 1:2      | CD Júpiter                  |
| Lérida Balompié          | 1:0      | FC Terrassa                 |
| CD Granollers            | 1:0      | CD Atlético Baleares        |
| CD Acero                 | 2:1      | CD Sueca                    |
| CD Eldense               | 1:0      | UD Almansa                  |
| Albacete Balompié        | 6:1      | CD Cieza                    |
| FC Alicante              | 4:1      | Crevillente CF              |
| Cartagena CF             | 5:1      | Sociedad Gimnástica Abad    |
| Lorca Deportiva          | 0:3      | Imperial CF                 |
| Imperio CF               | 9:0      | CD Toledo                   |
| CD Manchego              | 3:2      | Mediodía CF                 |
| RSD Alcalá               | 4:0      | AD Ferroviaria              |
| CD Badajoz               | 2:0      | SD Emeritense               |
| Unión Olímpica Jiennense | 4:3      | CD Linares                  |
| Real Linense             | 1:2      | FC Algeciras                |
| UD Melilla               | 2:0      | Atlético Tetuán             |
| FC Cádiz                 | 4:0      | Coria CF                    |
| RCD Córdoba              | 2:1      | Electromecánica CF          |
| Onuba CF                 | 1        | RC Victoria                 |

### Entscheidungsspiele
Die Spiele wurden am 29. Februar sowie am 3. und 5. März ausgetragen.
|                     | Ergebnis |                         |
| ------------------- | -------- | ----------------------- |
| UD Orensana         | 0:4      | SG Lucense              |
| CA Saragossa        | 1:2      | SD Huesca               |
| SD Arenas Saragossa | 2:3      | CD Teruel               |
| FC Girona           | 0:1      | UD Figueras             |
| CF Reus Deportivo   | 0:1      | Gimnástico de Tarragona |

## Dritte Runde
Die Spiele wurden am 5. März und 12. März 1944 ausgetragen.
|                         | Ergebnis |                          |
| ----------------------- | -------- | ------------------------ |
| SG Lucense              | 2:3      | Berbés CF                |
| CD Palencia             | 4:0      | Langreano CF             |
| CD Tanagra              | 2:0      | Sestao SC                |
| SD Indautxu             | 0:1      | CD Alavés                |
| CD Teruel               | 6:1      | CD Oberena               |
| Lérida Balompié         | 4:0      | SD Huesca                |
| CD Júpiter              | 3:0      | UD Figueras              |
| Gimnástico de Tarragona | 2:0      | CD Granollers            |
| CD Acero                | 6:2      | FC Alicante              |
| Albacete Balompié       | 1:0      | CD Eldense               |
| Imperial CF             | 2:1      | FC Cartagena             |
| RSD Alcalá              | 1:2      | Imperio CF               |
| CD Badajoz              | 3:0      | CD Manchego              |
| Onuba CF                | 3:1      | FC Cádiz                 |
| FC Algeciras            | 1:2      | Unión Olímpica Jiennense |
| RCD Córdoba             | 4:2      | UD Melilla               |

## Vierte Runde
Die Hinspiele wurden am 19. März, die Rückspiele am 26. März 1944 ausgetragen.
|                          | Gesamt |                         | Hinspiel | Rückspiel |
| ------------------------ | ------ | ----------------------- | -------- | --------- |
| CD Palencia              | 2:1    | Berbés CF               | 2:0      | 0:1       |
| CD Tanagra               | 1:5    | CD Alavés               | 1:2      | 0:3       |
| CD Teruel                | 4:3    | Lérida Balompié         | 4:0      | 0:3       |
| CD Júpiter               | 1:8    | Gimnástico de Tarragona | 1:6      | 0:2       |
| CD Badajoz               | 1:2    | Onuba CF                | 1:0      | 0:2       |
| Unión Olímpica Jiennense | 1:3    | RCD Córdoba             | 1:1      | 0:2       |
| Imperio CF               | 6:3    | CD Acero                | 5:0      | 1:3       |
| Imperial CF              | 3:6    | Albacete Balompié       | 3:1      | 0:5       |

## Fünfte Runde
Die Hinspiele wurden am 2. April, die Rückspiele am 9. April 1944 ausgetragen.
|                         | Gesamt |                   | Hinspiel | Rückspiel |
| ----------------------- | ------ | ----------------- | -------- | --------- |
| Gimnástico de Tarragona | 4:1    | CD Teruel         | 3:0      | 1:1       |
| CD Palencia             | 5:3    | CD Alavés         | 5:0      | 0:3       |
| Imperio CF              | 1:4    | Albacete Balompié | 0:2      | 1:2       |
| RCD Córdoba             | 5:2    | Onuba CF          | 4:0      | 1:2       |

## Sechste Runde
Die Hinspiele wurden am 16. April, die Rückspiele am 23. April 1944 ausgetragen.
|                   | Gesamt |                         | Hinspiel | Rückspiel |
| ----------------- | ------ | ----------------------- | -------- | --------- |
| CD Palencia       | 3:4    | Gimnástico de Tarragona | 2:1      | 1:3       |
| Albacete Balompié | 3:6    | RCD Córdoba             | 1:0      | 2:6       |

## Runde der letzten 32
Die Hinspiele wurden am 30. April, die Rückspiele am 7. Mai 1944 ausgetragen.
|                   | Gesamt |                         | Hinspiel | Rückspiel |
| ----------------- | ------ | ----------------------- | -------- | --------- |
| Cultural Leonesa  | 3:7    | Celta Vigo              | 2:2      | 1:5       |
| Real Oviedo       | 8:4    | Real Santander          | 8:1      | 0:3       |
| Real Valladolid   | 1:7    | Deportivo La Coruña     | 0:0      | 1:7       |
| Arenas Club       | 5:4    | Real Gijón              | 2:0      | 3:4       |
| FC Barakaldo      | 3:4    | Atlético Bilbao         | 1:0      | 2:4       |
| CA Osasuna        | 2:5    | Real Sociedad           | 1:3      | 1:2       |
| Real Saragossa    | 3:7    | FC Valencia             | 3:2      | 0:5       |
| RCD Español       | 2:2    | Gimnástico de Tarragona | 2:1      | 0:1       |
| CD Sabadell       | 6:3    | RCD Mallorca            | 6:2      | 0:1       |
| CD Constancia     | 1:4    | CF Barcelona            | 0:0      | 1:4       |
| CD Castellón      | 5:3    | CD Alcoyano             | 3:0      | 2:3       |
| Hércules Alicante | 0:3    | Real Murcia             | 0:1      | 0:2       |
| Real Madrid       | 8:3    | Betis Sevilla           | 4:2      | 4:1       |
| RCD Córdoba       | 04:10  | Atlético Aviación       | 2:3      | 2:7       |
| FC Sevilla        | 4:1    | Jerez CF                | 3:0      | 1:1       |
| SD Ceuta          | 4:5    | FC Granada              | 3:3      | 1:2       |

### Entscheidungsspiele
Das Spiel wurde am 9. Mai in Barcelona ausgetragen.
|             | Ergebnis |                         |
| ----------- | -------- | ----------------------- |
| RCD Español | 2:1      | Gimnástico de Tarragona |

## Achtelfinale
Die Hinspiele wurden am 14. Mai, die Rückspiele am 21. Mai 1944 ausgetragen.
|                   | Gesamt |                     | Hinspiel | Rückspiel |
| ----------------- | ------ | ------------------- | -------- | --------- |
| Atlético Aviación | 6:3    | Celta Vigo          | 4:0      | 2:3       |
| FC Granada        | 2:0    | Real Madrid         | 0:0      | 2:0       |
| RCD Español       | 3:2    | Real Sociedad       | 2:1      | 1:1       |
| FC Valencia       | 6:2    | Deportivo La Coruña | 2:0      | 4:2       |
| FC Sevilla        | 6:3    | CF Barcelona        | 5:2      | 1:1       |
| Real Murcia       | 4:3    | Real Oviedo         | 1:2      | 3:1       |
| Arenas Club       | 02:10  | Atlético Bilbao     | 1:6      | 1:4       |
| CD Castellón      | 2:4    | CD Sabadell         | 0:1      | 2:3       |

## Viertelfinale
Die Hinspiele wurden am 28. Mai, die Rückspiele am 4. Juni 1944 ausgetragen.
|                 | Gesamt |                   | Hinspiel | Rückspiel |
| --------------- | ------ | ----------------- | -------- | --------- |
| FC Sevilla      | 3:5    | Atlético Aviación | 3:2      | 0:3       |
| Atlético Bilbao | 6:2    | FC Granada        | 6:1      | 0:1       |
| Real Murcia     | 7:4    | RCD Español       | 5:2      | 2:2       |
| CD Sabadell     | 2:8    | FC Valencia       | 1:2      | 1:6       |

## Halbfinale
Die Hinspiele wurden am 11. Juni, die Rückspiele am 18. Juni 1944 ausgetragen.
|                   | Gesamt |                 | Hinspiel | Rückspiel |
| ----------------- | ------ | --------------- | -------- | --------- |
| Atlético Aviación | 3:3    | Atlético Bilbao | 3:1      | 0:2       |
| FC Valencia       | 8:1    | Real Murcia     | 3:0      | 5:1       |

### Entscheidungsspiele
Das Spiel wurde am 21. Juni in Barcelona ausgetragen.
|                   | Ergebnis |                 |
| ----------------- | -------- | --------------- |
| Atlético Aviación | 2:3      | Atlético Bilbao |

## Finale
| Atlético Bilbao                              | Atlético Bilbao | FC Valencia | FC Valencia |
| -------------------------------------------- | --- | --- | ----------- |
| Atlético Bilbao                              | \| 25. Juni 1944 in Barcelona (Estadi Montjuïc) \| \| Ergebnis: 2:0 (2:0) \| \| Zuschauer: 65.000 \| \| Schiedsrichter: Agustín Vilalta \|                                                     | \| 25. Juni 1944 in Barcelona (Estadi Montjuïc) \| \| Ergebnis: 2:0 (2:0) \| \| Zuschauer: 65.000 \| \| Schiedsrichter: Agustín Vilalta \|                                                  | FC Valencia |
| Atlético Bilbao                              | Raimundo Lezama – Salvador Arqueta, Isaac Oceja – Francisco Celaya, Roberto Bertol, Nando – Rafael Iriondo, Rafael Escudero, Zarra, José Luis Panizo, Agustín Gaínza Cheftrainer: Juan Urquizu | Ignacio Eizaguirre – Álvaro Pérez, Juan Ramón – Higinio Ortúzar, Carlos Iturraspe, Simón Lecue – Epi, Vicente Hernández, Mundo, Silvestre Igoa, Vicente Asensi Cheftrainer: Eduardo Cubells | FC Valencia |
| Atlético Bilbao                              | 1:0 Zarra (30.) 2:0 Rafael Escudero (44.) | | FC Valencia |
| 25. Juni 1944 in Barcelona (Estadi Montjuïc) | | |             |
| Ergebnis: 2:0 (2:0)                          | | |             |
| Zuschauer: 65.000                            | | |             |
| Schiedsrichter: Agustín Vilalta              | | |             |